# Cariduros de Fajardo 2016-2017 (pallavolo)
Questa voce raccoglie le informazioni riguardanti i Cariduros de Fajardo nelle competizioni ufficiali della stagione 2016-2017.

## Organigramma societario
Area direttiva
- Presidente: Jerry Orsini

Area tecnica
- Primo allenatore: Jamille Torres

## Rosa
| N° | Nome              | Ruolo | Data di nascita  | Nazionalità sportiva |
| -- | ----------------- | ----- | ---------------- | -------------------- |
| 1  | Odimar Cancel     | C     | -                | Porto Rico           |
| 2  | Juan Carlos Ribas | S     | 8 settembre 1993 | Porto Rico           |
| 3  | Josué Suárez      | P     | 5 giugno 1992    | Porto Rico           |
| 4  | Pedro Cabrera     | L     | 15 gennaio 1990  | Porto Rico           |
| 5  | Pedro Nieves      | C     | 29 giugno 1993   | Porto Rico           |
| 6  | Ángel Rodríguez   | P     | -                | Porto Rico           |
| 7  | Kevin López       | S     | 24 aprile 1995   | Porto Rico           |
| 10 | Ulises Maldonado  | O     | 3 marzo 1989     | Porto Rico           |
| 12 | José Pacheco      | L     | 20 marzo 1997    | Porto Rico           |
| 13 | Eduardo Hernández | S     | 22 ottobre 1990  | Porto Rico           |
| 15 | Carlos Rondón     | O     | 30 dicembre 1996 | Porto Rico           |
| 17 | Reyli Calderón    | S     | 4 gennaio 1990   | Porto Rico           |
| 18 | Edwin Aquino      | C     | 9 novembre 1984  | Porto Rico           |
| 19 | Michael Williams  | C     | 19 ottobre 1991  | Porto Rico           |

## Mercato
| Acquisti | Acquisti          | Acquisti              | Acquisti      |
| R.       | Nome              | da                    | Modalità      |
| -------- | ----------------- | --------------------- | ------------- |
| C        | Odimar Cancel     | -                     | definitivo    |
| S        | Juan Carlos Ribas | Plataneros de Corozal | definitivo    |
| P        | Josué Suárez      | Capitanes de Arecibo  | fine prestito |
| L        | Pedro Cabrera     | Capitanes de Arecibo  | prestito      |
| C        | Pedro Nieves      | Grand View            | definitivo    |
| P        | Ángel Rodríguez   | Plataneros de Corozal | definitivo    |
| S        | Kevin López       | Gigantes de Carolina  | fine prestito |
| O        | Ulises Maldonado  | Changos de Naranjito  | definitivo    |
| L        | José Pacheco      | Bayamón MA            | definitivo    |
| S        | Eduardo Hernández | -                     | definitivo    |
| S        | Reyli Calderón    | Gigantes de Carolina  | definitivo    |
| C        | Edwin Aquino      | Indios de Mayagüez    | fine prestito |
| C        | Michael Williams  | -                     | definitivo    |
| O        | Carlos Rondón     | Universidad del Este  | definitivo    |

| Cessioni | Cessioni | Cessioni | Cessioni |
| R. | Nome     | a        | Modalità |
| --- | -------- | -------- | -------- |
| Non sono avvenuti movimenti di mercato in uscita perché la società è stata inattiva nella stagione precedente |          |          |          |

## Risultati

### LVSM

#### Regular season
| 1ª giornata - 20 ottobre 2016 Coliseo Tomás Dones, Fajardo                | Cariduros de Fajardo     | 3 - 2 | Changos de Naranjito     | 26-28, 17-25, 25-18, 26-24, 15-12 |
| 2ª giornata - 22 ottobre 2016 Coliseo Luis Aymat Cardona, San Sebastián   | Caribes de San Sebastián | 3 - 0 | Cariduros de Fajardo     | 25-22, 25-17, 25-21               |
| 3ª giornata - 28 ottobre 2016 Coliseo Guillermo Angulo, Carolina          | Gigantes de Carolina     | 3 - 2 | Cariduros de Fajardo     | 27-25, 25-22, 15-25, 14-25, 16-14 |
| 4ª giornata - 30 ottobre 2016 Coliseo Tomás Dones, Fajardo                | Cariduros de Fajardo     | 0 - 3 | Patriotas de San Juan    | 16-25, 20-25, 21-25               |
| 5ª giornata - 3 novembre 2016 Coliseo Tomás Dones, Fajardo                | Cariduros de Fajardo     | 3 - 1 | Patriotas de San Juan    | 29-27, 17-25, 25-23, 27-25        |
| 6ª giornata - 4 novembre 2016 Coliseo Tomás Dones, Fajardo                | Cariduros de Fajardo     | 1 - 3 | Mets de Guaynabo         | 25-18, 24-26, 18-25, 16-25        |
| 7ª giornata - 10 novembre 2016 Coliseo Gelito Ortega, Naranjito           | Changos de Naranjito     | 1 - 3 | Cariduros de Fajardo     | 26-24, 17-25, 19-25, 23-25        |
| 8ª giornata - 12 novembre 2016 Coliseo Tomás Dones, Fajardo               | Cariduros de Fajardo     | 3 - 2 | Caribes de San Sebastián | 23-25, 25-15, 25-23, 21-25, 15-12 |
| 9ª giornata - 17 novembre 2016 Palacio de Recreación y Deportes, Mayagüez | Indios de Mayagüez       | 3 - 0 | Cariduros de Fajardo     | 25-17, 25-19, 25-16               |
| 10ª giornata - 19 novembre 2016 Coliseo Tomás Dones, Fajardo              | Cariduros de Fajardo     | 3 - 1 | Plataneros de Corozal    | 20-25, 25-21, 25-17, 27-25        |
| 11ª giornata - 23 novembre 2016 Coliseo Mario Morales, Guaynabo           | Mets de Guaynabo         | 2 - 3 | Cariduros de Fajardo     | 25-17, 23-25, 25-20, 18-25, 24-26 |
| 12ª giornata - 25 novembre 2016 Coliseo Mario Morales, Guaynabo           | Mets de Guaynabo         | 2 - 3 | Cariduros de Fajardo     | 25-22, 12-25, 25-22, 20-25, 15-17 |
| 13ª giornata - 1º dicembre 2016 Coliseo Tomás Dones, Fajardo              | Cariduros de Fajardo     | 0 - 3 | Indios de Mayagüez       | 20-25, 17-25, 19-25               |
| 14ª giornata - 3 dicembre 2016 Coliseo Carmen Zoraida Figueroa, Corozal   | Plataneros de Corozal    | 3 - 0 | Cariduros de Fajardo     | 25-20, 32-30, 28-26               |
| 15ª giornata - 8 dicembre 2016 Coliseo Guillermo Angulo, Carolina         | Gigantes de Carolina     | 2 - 3 | Cariduros de Fajardo     | 25-17, 21-25, 23-25, 27-25, 18-20 |
| 16ª giornata - 10 dicembre 2016 Coliseo Tomás Dones, Fajardo              | Cariduros de Fajardo     | 2 - 3 | Mets de Guaynabo         | 25-16, 16-25, 25-22, 22-25, 12-15 |
| 17ª giornata - 15 dicembre 2016 Coliseo Roberto Clemente, San Juan        | Patriotas de San Juan    | 3 - 0 | Cariduros de Fajardo     | 25-23, 25-19, 25-21               |
| 18ª giornata - 17 dicembre 2016 Coliseo Tomás Dones, Fajardo              | Cariduros de Fajardo     | 3 - 0 | Gigantes de Carolina     | 25-16, 25-19, 27-25               |
| 19ª giornata - 23 dicembre 2016 Coliseo Tomás Dones, Fajardo              | Cariduros de Fajardo     | 3 - 1 | Gigantes de Carolina     | 25-20, 15-25, 25-14, 25-17        |
| 20ª giornata - 29 dicembre 2016 Coliseo Roberto Clemente, San Juan        | Patriotas de San Juan    | 3 - 0 | Cariduros de Fajardo     | 25-20, 25-23, 25-23               |

#### Play-off
| Quarti di finale (gara 2) - 3 gennaio 2017 Coliseo Tomás Dones, Fajardo           | Cariduros de Fajardo  | 3 - 2 | Patriotas de San Juan | 25-11, 14-25, 22-25, 27-25, 18-16 |
| Quarti di finale (gara 3) - 4 gennaio 2017 Coliseo Mario Morales, Guaynabo        | Mets de Guaynabo      | 2 - 3 | Cariduros de Fajardo  | 25-22, 22-25, 25-17, 25-27, 10-15 |
| Quarti di finale (gara 5) - 9 gennaio 2017 Coliseo Roberto Clemente, San Juan     | Patriotas de San Juan | 3 - 2 | Cariduros de Fajardo  | 28-30, 25-18, 27-29, 25-22, 15-12 |
| Quarti di finale (gara 6) - 10 gennaio 2017 Coliseo Tomás Dones, Fajardo          | Cariduros de Fajardo  | 0 - 3 | Mets de Guaynabo      | 21-25, 21-25, 12-25               |
| Quarti di finale (spareggio) - 12 gennaio 2017 Coliseo Roberto Clemente, San Juan | Patriotas de San Juan | 3 - 2 | Cariduros de Fajardo  | 14-25, 25-22, 25-20, 24-26, 18-16 |

## Statistiche

### Statistiche di squadra
| Competizione | Punti | In casa | In casa | In casa | In trasferta | In trasferta | In trasferta | Totale | Totale | Totale |
| Competizione | Punti | G       | V       | P       | G            | V            | P            | G      | V      | P      |
| ------------ | ----- | ------- | ------- | ------- | ------------ | ------------ | ------------ | ------ | ------ | ------ |
| LVSM         | 27    | 12      | 7       | 5       | 13           | 5            | 8            | 25     | 12     | 13     |
| Totale       | -     | 12      | 7       | 5       | 13           | 5            | 8            | 25     | 12     | 13     |

G = partite giocate; V = partite vinte; P = partite perse